# حادث خليج عمان (أغسطس 2021)
حادث خليج عمان في أغسطس 2021 في 3 أغسطس 2021 تعرضت ناقلة أميرة الأسفلت، التي كانت في طريقها من خورفكان بالإمارات العربية المتحدة إلى صحار بعمان للهجوم في خليج عمان. السفينة تحمل علم بنما.
في أغسطس 2021 تم الإبلاغ عن أميرة الأسفلت على نطاق واسع في وسائل الإعلام الغربية على أنها اختطفت في خليج عمان على بعد 60 ميلاً إلى الشرق من ميناء الفجيرة في الإمارات العربية المتحدة. يُزعم أن الخاطفين مدعومون من إيران. تم نصح الشحن بالقرب من خليج عمان بتوخي «الحذر الشديد» من قبل عمليات التجارة البحرية في المملكة المتحدة في وقت سابق من اليوم.

## الحادث
في الساعة 2:18 مساءً بتوقيت زولو في 3 أغسطس 2021 أصدر حراس المراقبة في عمليات التجارة البحرية في المملكة المتحدة بيانًا تحذيريًا للشحن الدولي بأن حادثة «قرصنة» وقعت على بعد 61 ميلًا بحريًا إلى الشرق من ميناء الفجيرة في الإمارات العربية المتحدة الساعة 12:30 بتوقيت زولو. في الساعة 4:44 بتوقيت الزولو تم إصدار تحديث يعلن أن الحادث «اختطاف محتمل»، حيث يُعتقد أن مجموعة من ثمانية أو تسعة أفراد مسلحين صعدوا على متن السفينة دون تصريح وأمروا السفينة بالإبحار إلى إيران. على موقع تويتر ذكرت قناة الجزيرة أن القوات المسلحة الإيرانية ادعت أنها «تقدم المساعدة والأمن للسفن التجارية» وأنها مستعدة لإرسال «وحدات إغاثة» إلى السفينة. في الساعة 5:32 صباحًا بتوقيت غرينيتش في 4 أغسطس 2021 أفادت عمليات التجارة البحرية أن السفينة آمنة، مما يدل على نهاية الحادث.
سبق الهجوم ثلاث حوادث مماثلة وقعت في أغسطس 2021 ومايو ويونيو 2019.

## التفاعلات
نفت إيران أي دور لها في الحادث. قالت وزارة الخارجية الإيرانية في 3 أغسطس إن الهجمات البحرية الأخيرة في الخليج العربي كانت «مشبوهة تمامًا»، بينما نفى متحدث باسم القوات المسلحة التقارير الواردة عن الحادث ووصفها بأنها «حرب نفسية».
أكدت عمان اختطاف الأميرة الإسفلتية في بيان صدر في 4 أغسطس، وقالت بحرية السلطنة إنها نشرت عدة سفن في خليج عمان «للمساعدة في تأمين المياه الدولية».